# شنمو ۳
شنمو III (به ژاپنی: シェンムー3 ,Shenmū 3) یک بازی ویدئویی در سبک اکشن-ماجراجویی است که توسط استودیو «Ys Net» توسعه یافته و به‌وسیلهٔ دیپ سیلور در ۱۹ نوامبر ۲۰۱۹ برای پلی‌استیشن ۴ و مایکروسافت ویندوز منتشر شد. این سومین قسمت در مجموعه بازی‌های شنمو به‌شمار می‌رود و ادامه‌ای بر نسخه شنمو ۲ در سال ۲۰۰۱ است. داستان شنمو ۳ دربارهٔ یک رزمی‌کار نوجوان به نام ریو هازوکی، و تلاش او برای جستجوی قاتل پدرش در دهه ۱۹۸۰ چین است.
در ژوئن ۲۰۱۵، یو سوزوکی نویسنده، تهیه‌کننده و کارگردان پروژه اعلام کرد به او اجازه استفاده از حقوق شنمو برای برگزاری کمپین سرمایه‌گذاری جمعی در کیک‌استارتر برای ساخت شنمو ۳ داده شد. این کمپین هدف اولیه خود معادل ۲ میلیون دلار را در کمتر از هشت ساعت پشت سر گذاشت و عنوان سریع‌ترین کمپین کیک‌استارتر را به خود اختصاص داد. کمپین در ژوئیه به اتمام رسید و کمک‌های نقدی برای توسعه بازی موفقیت‌آمیز بود و در نهایت بیش از ۶ میلیون دلار حاصل شد. و در نهایت نیز سال 2018 بصورت همزمان برای پلی استیشن 4 و کامپیوتر منتشر شد.